# Téa Leoni
Elizabeth Téa Pantaleoni, känd under artistnamnet Téa Leoni, född 25 februari 1966 i New York i New York, är en amerikansk skådespelare.

## Biografi
Téa Leoni. växte upp i New York och i Englewood, New Jersey. Hennes far var av italiensk-engelskt ursprung och hennes mor av polsk-amerikanskt ursprung. Hennes genombrott som skådespelare kom 1995 i Bad Boys med Will Smith och Martin Lawrence.
Hon var först gift med TV-producenten Neil Joseph Tardio, Jr. 1991–1995 och sedan med skådespelaren David Duchovny 1997–2014. Tillsammans med Duchovny har hon en dotter född 1999 och en son född 2002.
Leoni har varit Unicef-ambassadör i USA sedan 2001.

## Utmärkelser
Asteroiden 8299 Téaleoni är uppkallad efter henne.

## Filmografi (urval)
- 1991 – Switch
- 1995 – Bad Boys
- 1998 – Deep Impact
- 2000 – En andra chans
- 2001 – Jurassic Park III
- 2002 – Hollywood Ending
- 2002 – People I Know
- 2004 – Spanglish
- 2005 – Fun with Dick and Jane
- 2008 – Livet från den andra sidan
- 2011 – Tower Heist
- 2014–2019 – Madam Secretary (TV-serie)